# Jan Kudlička
Jan Kudlička (Opava, 29 aprile 1988) è un astista ceco.
Ha rappresentato la Rep. Ceca ai Giochi olimpici di Pechino 2008, Londra 2012 e Rio de Janeiro 2016.

## Palmarès
| Anno | Manifestazione    | Sede           | Evento           | Risultato | Prestazione | Note                                     |
| ---- | ----------------- | -------------- | ---------------- | --------- | ----------- | ---------------------------------------- |
| 2005 | Mondiali allievi  | Marrakech      | Salto con l'asta | 7º        | 5,05 m      |                                          |
| 2006 | Mondiali juniores | Pechino        | Salto con l'asta | 5º        | 5,30 m      |                                          |
| 2008 | Olimpiadi         | Pechino        | Salto con l'asta | 10º       | 5,45 m      |                                          |
| 2009 | Europei under 23  | Kaunas         | Salto con l'asta | 8º        | 5,15 m      |                                          |
| 2009 | Mondiali          | Berlino        | Salto con l'asta | 22º (q)   | 5,40 m      |                                          |
| 2010 | Europei           | Barcellona     | Salto con l'asta | 10º       | 5,60 m      |                                          |
| 2011 | Mondiali          | Taegu          | Salto con l'asta | 9º        | 5,65 m      | Miglior prestazione personale stagionale |
| 2012 | Europei           | Helsinki       | Salto con l'asta | 6º        | 5,60 m      |                                          |
| 2012 | Giochi olimpici   | Londra         | Salto con l'asta | 8º        | 5,65 m      |                                          |
| 2013 | Europei indoor    | Göteborg       | Salto con l'asta | 5º        | 5,71 m      |                                          |
| 2013 | Mondiali          | Mosca          | Salto con l'asta | 7º        | 5,75 m      |                                          |
| 2014 | Mondiali indoor   | Sopot          | Salto con l'asta | Bronzo    | 5,80 m      | Miglior prestazione personale            |
| 2014 | Europei           | Zurigo         | Salto con l'asta | Bronzo    | 5,70 m      |                                          |
| 2015 | Europei indoor    | Praga          | Salto con l'asta | 7º        | 5,65 m      |                                          |
| 2015 | Mondiali          | Pechino        | Salto con l'asta | 13º       | 5,50 m      |                                          |
| 2016 | Mondiali indoor   | Portland       | Salto con l'asta | 4º        | 5,75 m      |                                          |
| 2016 | Europei           | Amsterdam      | Salto con l'asta | Argento   | 5,60 m      |                                          |
| 2016 | Giochi olimpici   | Rio de Janeiro | Salto con l'asta | 4º        | 5,75 m      |                                          |
| 2017 | Europei indoor    | Belgrado       | Salto con l'asta | 4º        | 5,80 m      | Miglior prestazione personale stagionale |
| 2017 | Mondiali          | Londra         | Salto con l'asta | 18º (q)   | 5,45 m      |                                          |
| 2018 | Europei           | Berlino        | Salto con l'asta | 25º (q)   | 5,36 m      |                                          |